# Кит-объектив
Не следует путать с понятием Нормальный объектив
Кит-объектив («Ки́товый объектив», «Кит», от англ. Kit — набор, комплект; также: штатный объектив) — на жаргоне фотолюбителей обозначает фотообъектив, поставляемый производителем в комплекте фотоаппарата, допускающего использование сменной оптики.

## Описание
Стоимость сменных объективов зеркальных фотоаппаратов сопоставима с ценой корпуса без объектива, а иногда и превосходит её. Поэтому аппаратура профессионального и полупрофессионального классов часто поставляется без объектива в варианте Body. Однако, с маркетинговой точки зрения это не всегда целесообразно, особенно на рынке любительской аппаратуры. Поэтому существуют другие варианты поставки, позволяющие начать использование фотоаппарата сразу же людям, не имеющим комплекта сменных объективов. Наиболее распространены следующие варианты:
- Kit — вариант с одним объективом.
- Double kit («двойной» кит) — вариант поставки с двумя объективами в комплекте: широкоугольным и телеобъективом.

## История
Примерно до конца 1990-х годов, когда началось массовое распространение недорогих зумов, в китовый комплект входил нормальный объектив, считавшийся наиболее универсальным. Впервые в качестве штатного объектива зум с диапазоном 43~75 мм появился в 1977 году на фотоаппарате Fujica AZ-1. В настоящее время в поставку включаются вариообъективы, охватывающие начало широкоугольного и теле-диапазонов. В большинстве случаев поставляются наиболее дешёвые объективы, лишь незначительно удорожающие комплект, но в некоторых случаях возможна комплектация оптикой профессионального и полупрофессионального классов.